# Joué-sur-Erdre

Joué-sur-Erdre este o comună în departamentul Loire-Atlantique, Franța. În 2009 avea o populație de 2,073 de locuitori.